# مانويل غوزمان
مانويل غوزمان هو سباح بورتوريكي، ولد في 13 أكتوبر 1969.

## روابط خارجية
- مانويل غوزمان على موقع الاتحاد الدولي للسباحة (الإنجليزية)
- مانويل غوزمان على موقع أوليمبيديا (الإنجليزية)